# Анастасія Миколаївна
Анастасі́я Микола́ївна (рос. Анастасия Николаевна Романова; 5 (18) червня 1901, Петергоф — у ніч із 16 на 17 липня 1918, Єкатеринбург) — Велика княжна, четверта донька імператора Миколи II і Олександри Федорівни. Розстріляна разом із сім'єю в будинку Іпатьєва. Після її смерті близько 30 жінок оголошували себе «дивом врятованою великою княжною», але всі рано чи пізно були викриті як самозванки. Канонізована разом з батьками, сестрами і братом у соборі новомучеників Російських як страстотерпця на ювілейному Архієрейському соборі Російської православної церкви в серпні 2000 року. Раніше, у 1981 році, вони були канонізовані Російською православною церквою закордоном. Пам'ять — 4 липня за юліанським календарем.

## Родовід
|  |                                       |  |  |  |  |  |  |  |  |  |  |  |  |  |  |  |
|  | Микола І                              |  |  |  |  |  |  |  |  |  |  |  |  |  |  |  |
|  |                                       |  |  |  |  |  |  |  |  |  |  |  |  |  |  |  |
|  |                                       |  |  |  |  |  |  |  |  |  |  |  |  |  |  |  |
|  | Александер II                         |  |  |  |  |  |  |  |  |  |  |  |  |  |  |  |
|  |                                       |  |  |  |  |  |  |  |  |  |  |  |  |  |  |  |
|  |                                       |  |  |  |  |  |  |  |  |  |  |  |  |  |  |  |
|  | Шарлотта Прусська                     |  |  |  |  |  |  |  |  |  |  |  |  |  |  |  |
|  |                                       |  |  |  |  |  |  |  |  |  |  |  |  |  |  |  |
|  |                                       |  |  |  |  |  |  |  |  |  |  |  |  |  |  |  |
|  | Александер III                        |  |  |  |  |  |  |  |  |  |  |  |  |  |  |  |
|  |                                       |  |  |  |  |  |  |  |  |  |  |  |  |  |  |  |
|  |                                       |  |  |  |  |  |  |  |  |  |  |  |  |  |  |  |
|  | Людвіг II Гессенський                 |  |  |  |  |  |  |  |  |  |  |  |  |  |  |  |
|  |                                       |  |  |  |  |  |  |  |  |  |  |  |  |  |  |  |
|  |                                       |  |  |  |  |  |  |  |  |  |  |  |  |  |  |  |
|  | Марія Гессен                          |  |  |  |  |  |  |  |  |  |  |  |  |  |  |  |
|  |                                       |  |  |  |  |  |  |  |  |  |  |  |  |  |  |  |
|  |                                       |  |  |  |  |  |  |  |  |  |  |  |  |  |  |  |
|  | Вільгельміна Баденська                |  |  |  |  |  |  |  |  |  |  |  |  |  |  |  |
|  |                                       |  |  |  |  |  |  |  |  |  |  |  |  |  |  |  |
|  |                                       |  |  |  |  |  |  |  |  |  |  |  |  |  |  |  |
|  | Микола II                             |  |  |  |  |  |  |  |  |  |  |  |  |  |  |  |
|  |                                       |  |  |  |  |  |  |  |  |  |  |  |  |  |  |  |
|  |                                       |  |  |  |  |  |  |  |  |  |  |  |  |  |  |  |
|  | Фредерік Вільгельм                    |  |  |  |  |  |  |  |  |  |  |  |  |  |  |  |
|  |                                       |  |  |  |  |  |  |  |  |  |  |  |  |  |  |  |
|  |                                       |  |  |  |  |  |  |  |  |  |  |  |  |  |  |  |
|  | Кристіан IX                           |  |  |  |  |  |  |  |  |  |  |  |  |  |  |  |
|  |                                       |  |  |  |  |  |  |  |  |  |  |  |  |  |  |  |
|  |                                       |  |  |  |  |  |  |  |  |  |  |  |  |  |  |  |
|  | Луїза Кароліна Гессен-Кассельська     |  |  |  |  |  |  |  |  |  |  |  |  |  |  |  |
|  |                                       |  |  |  |  |  |  |  |  |  |  |  |  |  |  |  |
|  |                                       |  |  |  |  |  |  |  |  |  |  |  |  |  |  |  |
|  | Марія Данська                         |  |  |  |  |  |  |  |  |  |  |  |  |  |  |  |
|  |                                       |  |  |  |  |  |  |  |  |  |  |  |  |  |  |  |
|  |                                       |  |  |  |  |  |  |  |  |  |  |  |  |  |  |  |
|  | Вільгельм Гессен-Кассельський         |  |  |  |  |  |  |  |  |  |  |  |  |  |  |  |
|  |                                       |  |  |  |  |  |  |  |  |  |  |  |  |  |  |  |
|  |                                       |  |  |  |  |  |  |  |  |  |  |  |  |  |  |  |
|  | Луїза Гессен-Кассельська              |  |  |  |  |  |  |  |  |  |  |  |  |  |  |  |
|  |                                       |  |  |  |  |  |  |  |  |  |  |  |  |  |  |  |
|  |                                       |  |  |  |  |  |  |  |  |  |  |  |  |  |  |  |
|  | Луїза Шарлотта Данська                |  |  |  |  |  |  |  |  |  |  |  |  |  |  |  |
|  |                                       |  |  |  |  |  |  |  |  |  |  |  |  |  |  |  |
|  |                                       |  |  |  |  |  |  |  |  |  |  |  |  |  |  |  |
|  | Анастасія                             |  |  |  |  |  |  |  |  |  |  |  |  |  |  |  |
|  |                                       |  |  |  |  |  |  |  |  |  |  |  |  |  |  |  |
|  |                                       |  |  |  |  |  |  |  |  |  |  |  |  |  |  |  |
|  | Людвіг II Гессенський                 |  |  |  |  |  |  |  |  |  |  |  |  |  |  |  |
|  |                                       |  |  |  |  |  |  |  |  |  |  |  |  |  |  |  |
|  |                                       |  |  |  |  |  |  |  |  |  |  |  |  |  |  |  |
|  | Карл Гессенський                      |  |  |  |  |  |  |  |  |  |  |  |  |  |  |  |
|  |                                       |  |  |  |  |  |  |  |  |  |  |  |  |  |  |  |
|  |                                       |  |  |  |  |  |  |  |  |  |  |  |  |  |  |  |
|  | Вільгельміна Баденська                |  |  |  |  |  |  |  |  |  |  |  |  |  |  |  |
|  |                                       |  |  |  |  |  |  |  |  |  |  |  |  |  |  |  |
|  |                                       |  |  |  |  |  |  |  |  |  |  |  |  |  |  |  |
|  | Людвіг IV                             |  |  |  |  |  |  |  |  |  |  |  |  |  |  |  |
|  |                                       |  |  |  |  |  |  |  |  |  |  |  |  |  |  |  |
|  |                                       |  |  |  |  |  |  |  |  |  |  |  |  |  |  |  |
|  | Вільгельм Прусський                   |  |  |  |  |  |  |  |  |  |  |  |  |  |  |  |
|  |                                       |  |  |  |  |  |  |  |  |  |  |  |  |  |  |  |
|  |                                       |  |  |  |  |  |  |  |  |  |  |  |  |  |  |  |
|  | Єлизавета Прусська                    |  |  |  |  |  |  |  |  |  |  |  |  |  |  |  |
|  |                                       |  |  |  |  |  |  |  |  |  |  |  |  |  |  |  |
|  |                                       |  |  |  |  |  |  |  |  |  |  |  |  |  |  |  |
|  | Марія Анна Гессен-Гомбурзька          |  |  |  |  |  |  |  |  |  |  |  |  |  |  |  |
|  |                                       |  |  |  |  |  |  |  |  |  |  |  |  |  |  |  |
|  |                                       |  |  |  |  |  |  |  |  |  |  |  |  |  |  |  |
|  | Аліса Гессенська                      |  |  |  |  |  |  |  |  |  |  |  |  |  |  |  |
|  |                                       |  |  |  |  |  |  |  |  |  |  |  |  |  |  |  |
|  |                                       |  |  |  |  |  |  |  |  |  |  |  |  |  |  |  |
|  | Ернест Саксен-Кобург-Готський         |  |  |  |  |  |  |  |  |  |  |  |  |  |  |  |
|  |                                       |  |  |  |  |  |  |  |  |  |  |  |  |  |  |  |
|  |                                       |  |  |  |  |  |  |  |  |  |  |  |  |  |  |  |
|  | Альберт Саксен-Кобург-Готський        |  |  |  |  |  |  |  |  |  |  |  |  |  |  |  |
|  |                                       |  |  |  |  |  |  |  |  |  |  |  |  |  |  |  |
|  |                                       |  |  |  |  |  |  |  |  |  |  |  |  |  |  |  |
|  | Луїза Саксен-Гота-Альтенбурзька       |  |  |  |  |  |  |  |  |  |  |  |  |  |  |  |
|  |                                       |  |  |  |  |  |  |  |  |  |  |  |  |  |  |  |
|  |                                       |  |  |  |  |  |  |  |  |  |  |  |  |  |  |  |
|  | Аліса Британська                      |  |  |  |  |  |  |  |  |  |  |  |  |  |  |  |
|  |                                       |  |  |  |  |  |  |  |  |  |  |  |  |  |  |  |
|  |                                       |  |  |  |  |  |  |  |  |  |  |  |  |  |  |  |
|  | Едуард Авґуст                         |  |  |  |  |  |  |  |  |  |  |  |  |  |  |  |
|  |                                       |  |  |  |  |  |  |  |  |  |  |  |  |  |  |  |
|  |                                       |  |  |  |  |  |  |  |  |  |  |  |  |  |  |  |
|  | Вікторія І                            |  |  |  |  |  |  |  |  |  |  |  |  |  |  |  |
|  |                                       |  |  |  |  |  |  |  |  |  |  |  |  |  |  |  |
|  |                                       |  |  |  |  |  |  |  |  |  |  |  |  |  |  |  |
|  | Вікторія Саксен-Кобург-Заальфельдська |  |  |  |  |  |  |  |  |  |  |  |  |  |  |  |
|  |                                       |  |  |  |  |  |  |  |  |  |  |  |  |  |  |  |
|  |                                       |  |  |  |  |  |  |  |  |  |  |  |  |  |  |  |

## Біографія

### Народження
Народилася Анастасія Миколаївна 5 (18) червня 1901 у Петергофі. До моменту її народження у царської пари були уже три доньки — Ольга, Тетяна і Марія. Відсутність спадкоємця напружувало політичне становище: згідно з Актом про престолонаслідування, прийнятим Павлом I, жінка на престол зійти не могла, тому спадкоємцем вважався молодший брат Миколи II Михайло Олександрович, що не влаштовувало багатьох, а в першу чергу — імператрицю Олександру Федорівну. У спробах вимолити в Бога сина, в цей час все більше і більше занурюється у містицизм. До двору за сприяння чорногорських принцес Милиці Миколаївна та Анастасії Миколаївни прибув Філіпп, француз за національністю, що оголосив себе гіпнотизером й спеціалістом у нервових захворюваннях, хоча на батьківщині він мав репутацію шарлатана та навіть переслідував за незаконну лікарську практику. Філіпп передбачив Олександрі Федорівна народження сина, проте на світ з'явилася донька — Анастасія.
Микола II записав у своєму щоденнику:

| Близько 3 години в Алікс почалися сильні болі. О 4 годині я встав і пішов до себе, і одягнувся. Рівно у 6 ранку народилася донька Анастасія. Все відбулося при відмінних умовах, швидко і, слава Богу, без ускладнень. Завдяки тому, що все почалися і закінчилося, поки всі ще спали, у нас обидвох було відчуття спокою і усамітнення! Після цього засів за написання телеграм і сповіщення родичів до всіх кінців світу. На щастя, Алікс почувається добре. Малятко важить 11½ фунтів і ріст має у 55 см. Оригінальний текст (рос.) Около 3 часов у Аликс начались сильные боли. В 4 часа я встал и пошёл к себе и оделся. Ровно в 6 утра родилась дочка Анастасия. Всё свершилось при отличных условиях скоро и, слава Богу, без осложнений. Благодаря тому, что всё началось и кончилось, пока все ещё спали, у нас обоих было чувство спокойствия и уединения! После этого засел за писание телеграмм и оповещение родственников во все концы света. К счастью, Аликс чувствует себя хорошо. Малышка весит 11½ фунта и рост имеет в 55 см[4]. |
Запису у щоденнику імператора суперечить твердженням деяких дослідників, які вважають, що розчарований народженням донька Микола довгий час не наважувався відвідати новонароджену і дружину.
Велика княгиня Ксенія, сестра імператора, також залишила згадку про цю подію:
| Яке розчарування! 4-а дівчинка! Її назвали Анастасія. Мама мені телеграфувала про це ж і пише: «Алікс знову народила доньку!» Оригінальний текст (рос.) Какое разочарование! 4-я девочка! Её назвали Анастасия. Мама мне телеграфировала о том же и пишет: «Аликс опять родила дочь!»[4]. |
Велика княжна була названа у честь чорногорської принцеси Анастасії Миколаївни, близької подруги імператриці. «Гіпнотизер» Філіпп, не розгубившись після невдалого пророцтва, одразу передбачив їй «дивовижне життя і особливу долю». Маргарет Ігер, автор мемуарів «Шість років при російському імператорському дворі», згадувала, що Анастасія була названа у честь того, що імператор помилував і відновив у правах студентів Санкт-Петербургзького університету, що брали участь у недавніх заколотах., оскільки саме ім'я «Анастасія» означає «повернена до життя».

### Дитинство

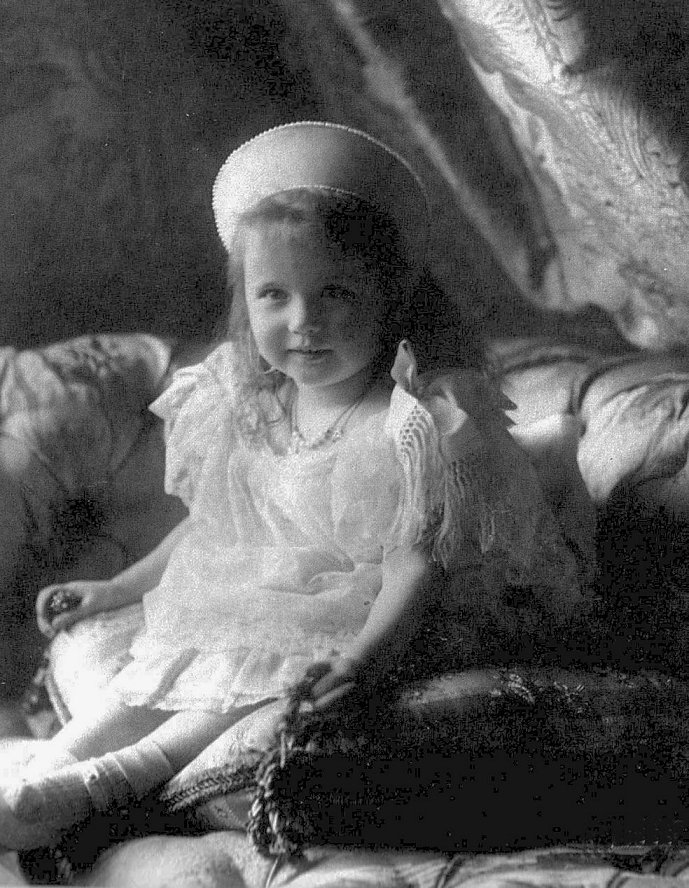
Велика княжна Анастасія у три роки

Повний титул Анастасії Миколаївни звучав як «Її імператорська високість велика княжна російська Анастасія Миколаївна Романова» (рос. «Её императорское высочество великая княжна российская Анастасия Николаевна Романова»), але його не використовували. В офіційному діловодстві вона звалася на ім'я та по батькові, а рідні називали Анастасію «маленькою», «Настею», «Настаською» і т. ін. — за невеликий зріст (157 см) і «швибзиком» — за рухливість і невтомність у пустощах.
За спогадами сучасників, дітей імператора не пестили розкішшю. Анастасія ділили кімнату зі старшою сестрою Марією. Стіни кімнати були сірими, стеля прикрашена зображенням метеликів. На стінах — ікони і фотографії. Меблі витримані у білих і зелених тонах, обстановка проста, ледь не спартанська — диван з вишитими подушечками і армійське ліжко, на якому велика княжна спала цілий рік. Це ліжко рухалося кімнатою, щоб взимку опинитися у більш світлій та теплій частині кімнати, а влітку витягувалося навіть на балкон, щоб можна було відпочити від спеки. Це ж ліжко брали з собою на канікули у Лівадійський палац, на ньому ж Анастасія спала під час сибірського заслання. Одна велика сусідня кімната, поділена занавіскою, служила дівчатам загальним будуаром і ванною.
Життя великих князівен було досить різноманітним. Сніданок о 9.00, другий сніданок — о 13.00, а по неділях о 12.30. О п'ятій сім'я чаювала, а через три години була загальна вечеря. Їжа була досить простою та невигадливою. Вечорами діти вирішували шаради і займалися вишиванням, а батько читав їм уголос.
Вранці належало приймати холодну ванну, ввечері — теплу, до якої додавалися декілька крапель парфумів (Анастасія любила парфуми від Франсуа Коті із запахом фіалок). Ця традиція збереглася від часу Катерини I. Коли дівчата були маленькими, відра з водою до ванної кімнати заносила прислуги, а коли вони підросли, це вже стало їх обов'язком. Ванн було дві — перша велика, що залишилася ще з часів Миколи I (за збереженою традицією, кожен, хто в ній мився, повинен був залишити свій автограф на бортику). Друга — менша — призначалася для дітей.
Неділь чекали з особливим нетерпінням — в цей день великі князівни відвідували дитячі бали у своєї тітки Ольги Олександрівни. Особливо цікавим був вечір, коли Анастасії дозволяли танцювати з молодими офіцерами.
| Дівчатка насолоджувалися кожною хвилиною. Особливо раділа моя мила похресниця Анастасія, повірте, я до сьогодні чую, як дзвенить в кімнатах її сміх. Танці, музика, шаради — вона поринала у це з головою Оригінальний текст (рос.) Девочки наслаждались каждой минутой. Особенно радовалась моя милая крестница Анастасия, поверьте, я до сих пор слышу, как звенит в комнатах её смех. Танцы, музыка, шарады — она погружалась в них с головой. |

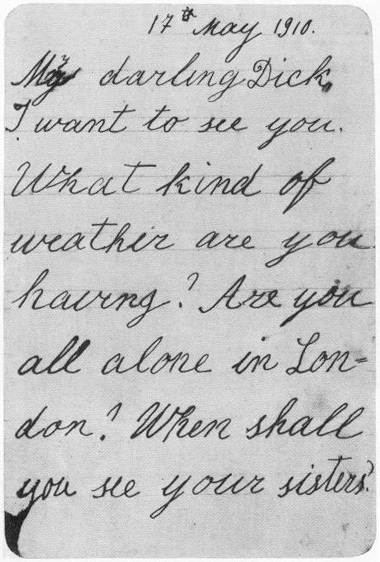
Лист Анастасії лондонському кузену Діку

Як інші діти імператора, Анастасія отримала домашню освіту. Навчання почалося у восьмирічному віці; у програму входили французька, англійська і німецька мови, граматика, історія, географія, закон Божий, природничі науки, малювання, арифметика, а також танці та музика. Старанням у навчанні Анастасія похвалитися не могла, вона ненавиділа граматику, писала із помилками, а арифметику з дитячою безпосередністю називала «свинством». Викладач англійської мови Сідней Гіббс згадував, що одного разу вона намагалася підкупити його букетом квітів, щоби підвищити оцінку, а після відмови віддала ці квіти вчителю російської мови Петру Петрову.
В основному сім'я жила в Александрівському палаці, займаючи тільки частину із декількох десятків кімнат. Деколи переїжджали у Зимовий палац, але він був дуже великим і холодним, тому дівчатка Тетяна й Анастасія там часто хворіли.
У середині червня сім'я відправлялася у подорож на імператорській яхті «Штандарт», зазвичай фінськими шхерами, час від часу висаджуючись на островах для недовгих екскурсій. Особливі імператорська сім'я вподобала невеличку бухту, яку охрестили Бухтою Штандарту. У ній влаштовували пікніки або крали в теніс на корті, який імператор зробив власноручно.
Відпочивали і у Лівадійському палаці. В основних приміщеннях розташовувалася імператорська сім'я, у прибудовах — декілька придворних, охорона і слуги. Купалися у теплому морі, будували фортеці й вежі з піску, іноді вибиралися у місто, щоби покататися на колясці вулицями або відвідати магазини. У Петербурзі це робити не вдавалося, бо будь-яка з'ява царської сім'ї викликала надмірний ажіотаж.
Іноді бували у польських помістях, які належали царській родині, де Микола любив полювати.

### Григорій Распутін
Як відомо, Григорій Распутін був представлений імператриці Олександрі Федорівні 1 листопада 1905 року. Хвороба (гемофілія) спадкоємця трималася у таємниці, тому з'явлення при дворі «мужика», який майже одразу отримав там значний вплив, викликало здогадки і чутки. Під впливом матері всі п'ятеро дітей звикли повністю довіряти «святому старцю» і ділитися з ними своїми переживаннями та думками.
Велика княгиня Ольга Олександрівна згадувала, як одного разу в супроводі царя пройшла до дитячих спалень, де Распутін благословляв одягнутих у білі нічні сорочки великих князівен на сон.
Ольга відзначила:

| Мені здалося, що всі діти дуже прив'язані до нього. Вони відчували до нього повну довіру. Оригінальний текст (рос.) Мне показалось, что все дети очень привязаны к нему Они испытывали к нему полное доверие[11]. |
Така сама взаємна довіра та прив'язаність є у листах «старця Григорія», які він посилав імператорській сім'ї. Ось уривок із одного листа, датованого 1909 роком:

| Миленькі діти! Дякую за пам'ять, за солодкі слово, за чисте серце і за любов до Божих людей. Любіть Божу природу, все творіння Його, особливо світло. Мати Божа постійно займалася квітами і рукоділлям. Оригінальний текст (рос.) Миленькие дети! Спасибо за память, за сладкие слова, за чистое сердце и за любовь к Божьим людям. Любите Божью природу, всё создание Его, наипаче свет. Матерь Божья всё занималась цветами и рукодельем[12][13]. |
Анастасія писала Распутіну:

| Мій любий, дорогоцінний, єдиний друже. Як мені хочеться зустрітися з вами знову. Сьогодні я бачила вас у сні. Я завжди дізнаюся у мама́, коли ви відвідаєте нас наступного разу, і щаслива, що маю можливість відправити вам це вітання. вітаю вас з Новим роком, і хай він принесе вам здоров'я та щастя. Я завжди пам'ятаю вас, мій дорогий друже, тому що ви завжди були добрими до мене. Я давно не бачила вас, але кожен вечір згадувала вас неодмінно Я бажаю вам всього найкращого. Мама обіцяє, що коли ви приїдете знову, ми обов'язково зустрінемося у Ані. Ця думка переповнює мене радістю Ваша Анастасія. Оригінальний текст (рос.) Мой любимый, драгоценный, единственный друг. Как мне хочется встретиться с вами снова. Сегодня я видела вас во сне. Я всегда узнаю у мама́, когда вы посетите нас в следующий раз, и счастлива, что имею возможность отправить вам это поздравление. Поздравляю вас с Новым годом, и пусть он принесёт вам здоровье и счастье.Я всегда помню о вас, мой дорогой друг, потому что вы всегда были добры ко мне. Я давно не видела вас, но каждый вечер вспоминала вас непременно.Я желаю вам всего самого лучшего. Мама обещает, что когда вы приедете снова, мы обязательно встретимся у Ани. Эта мысль преполняет меня радостью.Ваша Анастасия[14]. |
Гувернатка імператорських дітей Софія Іванівна Тютчева була шокована тим, що Распутін має необмежений доступ у дитячі спальні і повідомила про це царя. Той підтримав гувернатку, але Олександра Федорівна і самі дівчатка були повністю на боці «святого старця».
Тетяна писала матері 8 березня 1910 року:

| Я так боюся, що С. І. скаже про нашого друга що-небудь недобре. Я сподівюся, що наша няня буде до нього добра. Оригінальний текст (рос.) Я так боюсь, что С. И. скажет о нашем друге что-нибудь нехорошее. Я надеюсь, что наша няня будет к нему добра[15]. |

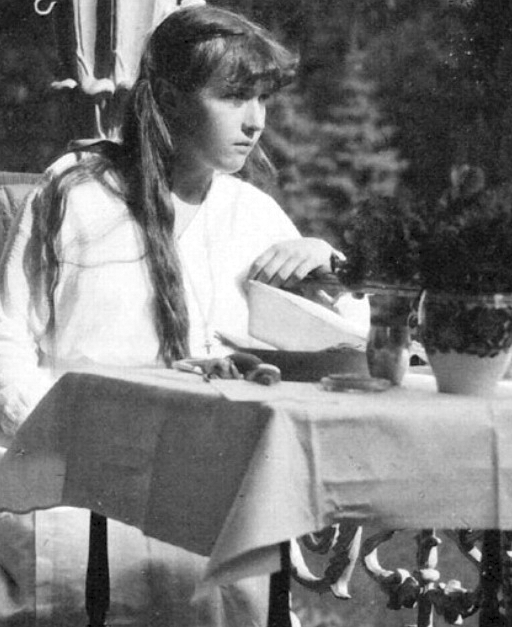
Велика княжна Анастасія

Імператриця наполягла, щоби Тютчева була звільнена. Найімовірніше, що ніяких вільностей Распутін собі не дозволяв, але Петербургом поповзли чутки настільки непристойні, що проти «святого старця» об'єдналися брати і сестри імператора, причому Ксенія Олександрівна відправили брату особливо різкий лист, звинувативши Распутіна у «хлистовстві», протестуючи проти того, що «брехливий старий» має необмежений доступ до дітей. З рук у руки передавалися підхалявні листи і карикатури, на яких зображалися стосунки старця з імператрицею, дівчатками і Анною Вирубовою. Для того, щоб загасити скандал, Микола був змушений відсторонити Распутіна від двору під люті протести дружини. Той відправився у паломництво святими місцями. Незважаючи на чутки, стосунки імператорської родини з Распутіним продовжувалися аж до його убивства 17 грудня 1916 року.
Мордвінов згадував, що після загибелі Распутіна всі четверо великих князівен «здавалися притихлими, вони сиділи тісно притиснувшись одна до одної» на дивані однієї зі спалень. На груди убитого поклали іконку, підписану імператором, імператрицею і всіма п'ятьма дітьми. Разом зі всією імператорською родиною 21 грудня 1916 року Анастасія була присутня на відспівуванні. Над могилою «святого старця» вирішено було звести каплицю, але згодом цей план не вдалося реалізувати.